# Jobe Bellingham
Jobe Samuel Patrick Bellingham (Stourbridge, 23 de setembro de 2005) é um futebolista inglês que atua como meio-campista. Atualmente, joga pelo Borussia Dortmund.
Bellingham iniciou na base do Birmingham City, e fez sua estreia no time principal aos 16 anos. Fez 24 jogos pelo time ingles até ser transferido para o Sunderland, outro clube da liga inglesa.

## Inicio da Carreira
Jobe Bellingham nasceu  em 23 de setembro de 2005 em Stourbridge, West Midlands, filho de Dennis e Mark Bellingham, Mark que trabalhou como sargento na Polícia de West Midlands e foi um artilheiro em jogos de futebol sem liga.
Jobe é o irmão mais novo do também jogador Jude Bellingham, que o precedeu na academia de juniores do Birmingham City, onde ambos passaram seus anos de formação juntos. Seu irmão aos 16 anos foi titular  do time durante a temporada 2019-2020 antes de ingressar no clube alemão Borussia Dortmund. Após a saída de Jude, Jobe apareceu na apresentação do time de 2020-21 do Birmingham.

## Carreira por clubes

### Birmingham City
Com seus 15 anos e 321 dias, Bellingham foi colocado como banco de reservas para a primeira rodada da Copa EFL de 2021-22 contra o Colchester United da League One no St Andrew's Stadium. Porém não foi usado nem na primeira e na segunda rodada do campeonato. Se ele tivesse entrado em campo em algumas das rodadas, ainda a poucas semanas de completar 16 anos, ele teria se tornado o jogador mais jovem de todos os tempos do clube a entrar como titular, quebrando o recorde estabelecido pelo seu irmão na primeira rodada dois anos antes. Mais tarde naquele ano, rumores ligaram Jude Bellingham a um retorno à Inglaterra; contra-rumores ligaram o clube de Jude, o Borussia Dortmund, ao interesse de contratar Jobe. No final do ano, ele marcou quatro gols em nove partidas pelo time sub-18 do Birmingham em sua seção da Premier League Sub-18, e jogou quatro vezes pelos sub-23 na segunda divisão da Premier League 2.

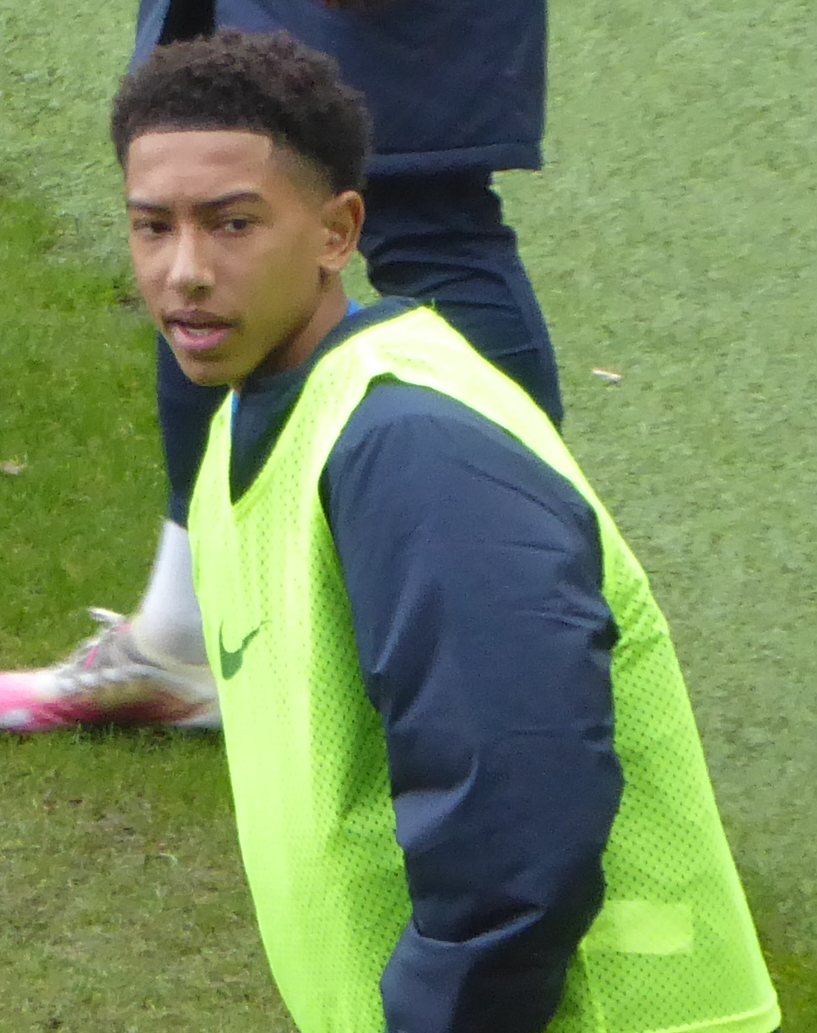
Bellingham com Birmingham City em 2022

Em um jogo da EFL contra o Coventry City, o jogador Jobe Bellingham foi adicionado ao banco de reservas. O técnico da equipe, Lee Bowyer, aproveitou a oportunidade para enfatizar à mídia que Jobe deve ser avaliado por seus próprios méritos, sem ser julgado com base nas conquistas de seu irmão mais velho.
Bowyer ressaltou que Jobe ainda é considerado um forte candidato a titular no time, por causa de lesões que afetaram os meio-campistas do time. Bowyer destacou que Jobe possui habilidades e qualidades únicas que o tornam uma opção valiosa para a equipe.
Ele novamente permaneceu sem uso no banco. Ele fez sua estreia no elenco principal como substituto no segundo tempo na partida na FA Cup de 2021-22 em casa para o Plymouth Argyle, clube da League One, substituindo Jordan James, após 70 minutos com o placar sem gols e o Birmingham com um cartão vermelho. Aos 16 anos e 107 dias, ele se tornou o segundo estreante mais jovem do Birmingham. Após a partida, que o Birmingham perdeu por 1 a 0, Bowyer disse que conquistou sua estreia pela melhora em seu jogo nas semanas anteriores, treinando com o time titular. Ele fez sua primeira aparição na Football League uma semana depois, como substituto no empate de 1 a 1 fora de casa com o Preston North End.
Em julho de 2022, o Birmingham afirmou iria conseguir uma bolsa de estudos para Jobe, e que havia acertado o primeiro contrato profissional, que entraria a ser validado em seu aniversário de 17 anos.
Sob o comando do técnico John Eustace, sua introdução foi gradual. Ele apareceu dentro da reserva nos primeiros meses da temporada, foi usado regularmente em campo em outubro daquele  fazendo sua primeira partida em 11 de novembro, jogando a primeira hora onde foram derrotados por 2 a 1 em casa para o Sunderland.
Na avaliação no meio da temporada, Birmingham Mail destacou a confiança depositada nele "[see] algumas situações no final de jogo foram muito nervosas", ao mesmo tempo em que destacou que a partida do Sunderland "sugeriu que ele ainda tem um caminho a percorrer para estar pronto e subir. O que é bom, para um jogador 17 anos. Eustace mencionou que não tem pressa de colocar Jobe entre os titulares, pois a equipe tinha vários outros talentos meio-campistas centrais, como Hannibal Mejbri, emprestado pelo Manchester United, que segurariam a barra.

### Sunderland
Rumores sobre a transferência para o Sunderland se intensificaram depois que Bellingham compareceu à semifinal dos playoffs do clube contra o Luton Town. O diretor esportivo do clube, Kristjaan Speakman, o treinador da equipe principal, Mike Dodds, e o chefe de treinamento, Stuart English, estiveram todos no Birmingham quando os irmãos Bellingham estavam passando pela academia e foram creditados com um papel importante no desenvolvimento de ambos. Em 14 de junho de 2023, Bellingham se juntou ao Sunderland por uma taxa não divulgada.

## Carreira internacional
Bellingham, nascido na Inglaterra, também é elegível para representar a Irlanda por meio de um avô paterno. Sua estreia pelos sub-16 da Inglaterra ocorreu em 3 de junho de 2021, em um amistoso contra a Irlanda do Norte, no qual a Inglaterra venceu por 6 a 0. Três meses depois, ele fez sua primeira aparição no nível sub-17 durante o torneio da Copa Syrenka contra a Romênia. Nessa ocasião, ele perdeu um pênalti, mas a Inglaterra ainda venceu por 2 a 0. Ele também participou de outras partidas do grupo e da final, na qual a Inglaterra foi derrotada por 3 a 2 para a Holanda.
Em outubro, Bellingham jogou em todas as três partidas da fase de qualificação do Campeonato Europeu de Sub-17 de 2022 pela Inglaterra. Durante a vitória por 7 a 0 sobre a Armênia, ele contribuiu com uma assistência para o gol de Kobbie Mainoo. Com esses resultados, a Inglaterra liderou seu grupo e avançou para a rodada de elite.
Após oito partidas pelos sub-17, Bellingham foi convocado para a seleção sub-18 da Inglaterra em setembro de 2022 para um mini-torneio com quatro equipes realizado na Pinatar Arena, na Espanha. Ele foi titular nas partidas contra a Holanda e a Bélgica, e entrou como substituto tardio contra as Ilhas Faroé, contribuindo para a vitória da Inglaterra em todas as três partidas.
Em março de 2023, Bellingham participou dos três jogos da turnê sub-18. No confronto contra os anfitriões, ele entrou em campo após uma hora de jogo e marcou o gol de empate, contribuindo para a vitória da Inglaterra por 2 a 1. Nas outras duas partidas, ele foi titular e capitão da equipe. Infelizmente, seu pênalti foi bloqueado, o que teria empatado o placar contra a Bélgica, resultando em uma derrota por 3 a 0. No entanto, ele também marcou o último gol na vitória por 3 a 1 contra a Suíça.
Em 6 de setembro de 2023, Bellingham estreou pela seleção Sub-19 da Inglaterra em uma partida contra a Alemanha em Oliva, que resultou em uma derrota por 1 a 0

## Estatísticas de carreira
- Atualizado até match played 7 October 2023

| Clube                | Temporada         | Liga              | Liga     | Liga | Copa da Inglaterra | Copa da Inglaterra | Copa EFL | Copa EFL | Outro    | Outro | Total    | Total |
| Clube                | Temporada         | Divisão           | Partidas | Gols | Partidas           | Gols               | Partidas | Gols     | Partidas | Gols  | Partidas | Gols  |
| -------------------- | ----------------- | ----------------- | -------- | ---- | ------------------ | ------------------ | -------- | -------- | -------- | ----- | -------- | ----- |
| Cidade de Birmingham | 2021–22           | Campeonato        | 2        | 0    | 1                  | 0                  | 0        | 0        | -        | -     | 3        | 0     |
| Cidade de Birmingham | 2022–23           | Campeonato        | 22       | 0    | 0                  | 0                  | 1        | 0        | -        | -     | 23       | 0     |
| Cidade de Birmingham | Total             | Total             | 24       | 0    | 1                  | 0                  | 1        | 0        | -        | -     | 26       | 0     |
| Sunderland           | 2023–24           | Campeonato        | 11       | 2    | 0                  | 0                  | 1        | 0        | -        | -     | 12       | 2     |
| Total de carreira    | Total de carreira | Total de carreira | 35       | 2    | 1                  | 0                  | 2        | 0        | 0        | 0     | 38       | 2     |